# Campylotropis teretiracemosa
Campylotropis teretiracemosa är en ärtväxtart som beskrevs av Pei Chun Qiong Li och C.J.Chen. Campylotropis teretiracemosa ingår i släktet Campylotropis och familjen ärtväxter. Inga underarter finns listade i Catalogue of Life.